# 崑崙遊撃隊
『崑崙遊撃隊』（コンロンゆうげきたい）は、山田正紀による日本の小説。

## 概要
様々なジャンルを手がけている山田の、いわば「秘境探検もの」とでも呼ぶべき作品の1つであり、同様に秘境を巡る冒険を描いたものとして『ツングース特命隊』『魔境密命隊』なども執筆している。
著者である山田は二見書房版のあとがきで「この小説を書く時、常に念頭から離れなかったのはそのロスト・ワールドなのである。」「ぼくはロスト・ワールドが大好きなのだ。」と語っている。

## あらすじ
時代は昭和8年（1933年）、幾つもの国が利権を争う上海の街に、1人の男が帰ってきた。シナ浪人の集団から金を横領し、また親友の妻であった中国人の娘を殺し、そのために親友からも命を狙われていると噂される藤村脇であった。死出の旅に出た藤村は、ゴビ砂漠で今の時代に存在しないはずの剣歯虎（サーベルタイガー）を見たのだ。藤村は、かつてその手にかけた娘・李夢蘭から崑崙の地の話を何度も聞かされていた。剣歯虎こそが幻の地・崑崙の住人であり、崑崙が実在する証であると確信し、そこを目指すべく、追われる身でありながら上海に帰ってきたのだ。しかし、それを知った者たちが、藤村に接触し、彼を道案内とした探検隊を組織した。女を嫌悪する美少年、謎めいた中年男、殺し屋、馬賊。いずれも一癖も二癖もある男たちが、それぞれの思惑を胸に、崑崙へ向うことになった。

## 登場人物
藤村 脇（ふじむら わき）
主人公。年齢は30歳を越えたばかり。15年前に日本から中国に渡って以来、日本軍を相手の馬喰商売をしてきたため、馬を見る眼は確か。
天竜（ティエンルン）
青幇に所属する16,17歳の美少年。苦力と上海で商売をしていたフランス人娼婦との間に産まれたハーフで、自分を捨てて故郷に帰った母親を憎悪している。その美貌に惹かれて近づく多くの男女を、利用し破滅に追いやってきた。自動車に対する愛情と機械に対する天性の勘の良さから、自動車整備士として第一級の腕前を誇る。
毒後家蜘蛛（ブラックウィドウ） / B・W
紅幇一の凄腕の殺し屋。小柄で痩せた体躯の見栄えのしない中年男だが、膂力は非常に強い。標的の背後から組み付き、鑿を相手の脊椎に打ち込んで殺す技を使い、ライフルを用いた長距離射撃も得意。
既に殺し屋としてはロートルと言っていい年齢になっており、崑崙を見つける仕事を最後に殺し屋を引退しようとしている。アメリカに渡ってクリーニング屋でも営みながら余生を過ごすことを考えており、暇を見つけては英会話の教本を読んでいる。
森田 重治（もりた しげはる）
大柄な体で下腹の突き出た、細い目の中年男。穏やかでいつも茫洋とした表情をしているが、底知れない力を感じさせる男。
その正体は日本の特務機関員で、森田という名も偽名。
倉田 君平（くらた くんぺい）
馬賊の頭目。小鬼（シャオコエイ）の異名を持つ貧相な小男。
流星号
倉田の自慢の白馬。誇り高いサラブレッド馬で、額から鼻にかけて流れ星のような印がくっきり浮き出ている。

### 崑崙の住人
李 夢蘭（り むらん）
幻の地・崑崙から来たという女。気性が激しく、人に馴れない山猫のような美女。上海で松本の妻となっていたが、藤村とも関係を持つようになる。
李 玉娥（リー ユイオー）
李夢蘭の妹。李夢蘭が崑崙を出た後、一族の巫女たる西王母の地位に就く。
桑（そう）
相柳の一族の男性。崑崙独立国化計画に賛同し、李玉娥と対立する。

### その他
松本 宏
藤村の親友だった男。日本の大物政治家の妾腹の子。かつては体重70キロを超えるたくましい体躯だったが、アヘンに耽溺し見る影もなく痩せている。射撃の名手。
真木
昇日会の幹部。大言壮語が好きな俗物。
渡会（わたらい）
森田の上司。長身で痩せた老齢の男性。
熊（シュン）
筋肉の塊でできたような大男。魯鈍で、子供のようにお菓子が好きだが、力は強い。
山から来たラマ（オーレン・ラマ）
藤村たちが百霊廟の地で出会ったラマの高僧。藤村たちの行く末を予言する。

## 用語
崑崙（こんろん）
中国の伝説に語られる神仙境。その正確な位置が記された書は存在せず、幻の地とされてきた。黄河の水源であると信じられており、「黄河を制することは中国を制する」と考える者たちにとって、崑崙を制することは中国を制することと同義と考えられている。
崑崙の地には、全長50メートル、直径30センチメートルはあるような巨大な竹林が外周を囲っている。この竹は招かれざる侵入者に対して鋭利な竹の葉を降り注ぎ、排除する役割がある。その内側には巨大な切り立った岩壁があり、崑崙の天然の城壁の役割を果たしている。岩壁の内側も杉や楢、クヌギなどの森林があるが、それらの樹木は通常のものよりもはるかに大きい。
太古の時代に絶滅した剣歯虎、幻覚作用を引き起こす霧を吐く巨大な蛸、地を潜行し人を襲う巨大な鮫、地に落とすと爆発するキノコを運ぶ巨大な蜂など、常識では考えられない生物が多数生息している。
崑崙の地は、それ自体が1つの巨大な知性であり、通常の生物とは全く違う進化を遂げた1つの生命である。何万年も生き続ける、永遠に近い生命を持つため生殖の必要は無い。崑崙の地の底には、夥しい数の細い水流が重層的に地中を走っており、それらは複雑に結びつきながら崑崙全体に広がり、一部はゴビをわたってロプノール（さまよえる湖）の謎を生み出し、黄河にまで繋がって「崑崙を制する者は黄河を制する」という言い伝えの元となった。それらの水脈が生物におけるニューロン（神経回路）を形成し、そこに流れる水が神経興奮、抑制を司るニューロンの電気的変化の役割を担い、この巨大な水脈層に知性を宿す源となっている。この水脈知性には流体素子の技術を用いた流水コンピューターとの類似性はあるものの、なぜ崑崙が自我を持つに至ったかは不明とされている。
水脈知性は長い期間の眠りを必要としており、その間、水脈知性はただの地下水脈層となってしまい、崑崙の地そのものも消滅してしまう。
相柳の一族
崑崙の地に住まう一族。母系制の村で、巫女を頭に頂く一種の原始共産的な社会を構成している。通常の意味での家族は存在せず、子供は全て一族の子として育てられる。村落には幾つものユルト（天幕）が張られ、それらを統合するような形で中央に瓦葺きの家が築かれ、前方に森林を、残る三方を崖で囲まれた自然の要害になっている。崑崙＝神を祀り、神が眠りにつく時、その眠りが安らかなものになるよう魔を祓うことがその役割で、神が眠りについた時には流浪の旅に出る。
昇日会
上海に本部を置く右翼系のシナ浪人たちの集団。日本陸軍若手将校の同人会である一夕会と密接な関係を持つと噂され、中国大陸から利益を吸収している日本財閥の資本をバックにして上海で隠然たる勢力を誇っている。
無限軌道車（キャタピラ・カー）
崑崙への道のりを走破するため、天竜に特別に作らせた自動車。シトロエン製のジープをベースに、後輪にキャタピラを絡ませ、特殊な牽引装置をとりつけたものを基本型としている。部品は全て標準型を使用し、極力無駄を省くことでこの種の車としては画期的な軽さとなっている。気化器にはヒーターが取り付けられ、ガソリン補給は電動ポンプで行う。車盤も補強され、前部には岩地用の小ローラーの装着が可能。
空桑の琴瑟（くうそうのきんしつ）
張られた弦が1本だけの、日本の琵琶に似た弦楽器。中国古代に、治水に関する神事に用いられたと思しき楽器で、「空桑」とは殷の国の洪水説話における箱船の意味を持つ。

## 単行本
- 二見書房版 1976年発売
- 角川文庫版 1978年5月発売
- 講談社文庫版 1988年8月発売 ISBN 4-06-184274-9
- ハルキ文庫版 1999年7月発売 ISBN 4-89456-544-7

## 劇画
田辺節雄作画による劇画作品。基本的なストーリーは原作と同じだが、一部エピソードを変更している。
- 田辺節雄 『崑崙遊撃隊』 講談社〈コミックノベルス〉、全1巻

1. 1984年5月発売 ISBN 4-06-103812-5